# CSC (Automarke)
CSC war eine britische Automarke, die zwischen 1953 und 1955 von der Wrigley Motors Ltd. in Middleton (Rochdale) hergestellt wurde.
Der 1953 vorgestellte Mark I war ein Sportwagen mit Zweizylinder-Heckmotor von BSA. Der obengesteuerte Motor hatte 0,8 l Hubraum und entwickelte 35 bhp (26 kW) bei 5.200 min−1. Später im Jahr erschien der etwas weiterentwickelte Mark II.
1955 wurde der Mark III präsentiert, der auf dem Chassis des Austin A30 basierte. Er besaß auch dessen (vorne eingebauten) Vierzylinder-Reihenmotor mit 0,8 l Hubraum, der eine Leistung von 28 bhp (21 kW) brachte. Die Karosserie kam von der Rochdale Motor Panels Ltd. in Manchester.
Noch 1955 war der CSC wieder vom Markt verschwunden.

## Modelle
| Modell    | Bauzeitraum | Zylinder | Hubraum | Leistung       | bei Drehzahl | Radstand |
| --------- | ----------- | -------- | ------- | -------------- | ------------ | -------- |
| Mark I/II | 1953        | 2 Reihe  | 803 cm³ | 35 bhp (26 kW) | 5200 min−1   |          |
| Mark III  | 1955        | 4 Reihe  | 803 cm³ | 28 bhp (21 kW) |              |          |